# 交響曲第88番 (ハイドン)
交響曲第88番 ト長調 Hob. I:88 は、フランツ・ヨーゼフ・ハイドンが1787年に作曲した交響曲。『V字』（Letter V）の愛称で知られる。

## 概要
『パリ交響曲』や『ロンドン交響曲』の1曲でもなく、いわくありげな愛称が付いているわけでもないものの、ハイドンの最も有名な作品の一つとなっている。
自筆原稿は残っていないが、同時期に作曲された第89番の自筆原稿に「1787年」と記されていることから、同年の作曲とされている。
本作は、エステルハージ家の楽団のヴァイオリン奏者だったヨハン・ペーター・トスト（Johann Peter Tost）が、同楽団を去ってパリで活動することになった際にトストから依頼されて第89番と共に1787年に作曲された（そのため、この2曲は『トスト交響曲』とも呼ばれている）ものである。ハイドンはこの2曲を『3つの弦楽四重奏曲 作品54』（第1トスト四重奏曲）、『3つの弦楽四重奏曲 作品55』（第2トスト四重奏曲）と共にトストに譲渡した。トストはこの曲をフランスの出版者であるジャン＝ジョルジュ・ジーバーに売ったが、その時にハイドンの他の交響曲やトストが権利を持っていなかったピアノソナタまでも売り、しかもハイドンに約束した報酬を支払わなかったために、両者の間にしばらく問題が起きた。なお、楽譜の販売によって相当に裕福になったトストは、その後ヴァイオリニストではなく音楽作品の出版仲介業者として過ごすようになり、ハイドンの『6つの弦楽四重奏曲 作品64』（第3トスト四重奏曲）やモーツァルトの『弦楽五重奏曲第5番』および『弦楽五重奏曲第6番』はトストからの依頼で作曲された。

### 愛称の由来
『V字』という愛称の由来は、ハイドンの生前にロンドンのフォースター社からハイドンの交響曲選集の第2集（全23曲）を出版した際に、各曲に「A」から「W」までのアルファベット一文字からなる整理用の番号が印刷されていたのが愛称としてそのまま残ったもので、愛称と交響曲自体の内容は全く関係していない。また、古くは『交響曲第13番』と表記されたこともあった。

## 楽器編成
フルート1、オーボエ2、ファゴット2、ホルン2、トランペット2、ティンパニ、弦楽五部。
楽団の編成上の制約がなかったためか、オーケストラの扱いに自由さをみせている。また、第2楽章には独立したチェロ・オブリガートの楽譜がある。

## 曲の構成
全4楽章、演奏時間は約22分。
- 第1楽章 アダージョ - アレグロ
ト長調、4分の3拍子 - 4分の2拍子、ソナタ形式。

4分の3拍子によるアダージョの序奏部（全16小節）に続いて、 4分の2拍子によるアレグロの主部が開始する。
提示部の主題はまず弦楽器によって穏やかに現れ、ついで低音による16分音符の特徴的な伴奏を伴って全奏で繰り返される。この主題が全曲を支配する、単一主題の楽曲である。
この楽章にはトランペットとティンパニは出現しない。

- 第2楽章 ラルゴ
ニ長調、4分の3拍子、変奏曲形式。

主題と6つの変奏で構成され、主題はまずオーボエとチェロのオクターヴの音程をもった二重奏によって現れる。この楽章の41小節目に初めて  でトランペットとティンパニが弦楽器のトレモロとともに出現するが、これはハイドンの交響曲の中では初めてトランペットとティンパニを緩徐楽章に使用したものであり、モーツァルトの『リンツ交響曲』（1783年）という先例はあったものの、当時においては珍しい手法であったためセンセーションを呼び起こした[1]。
また、後にヨハネス・ブラームスがこの楽章を高く評価していたといわれ、ドナルド・フランシス・トーヴィーによればブラームスはこの交響曲の第2楽章を聴いて「私の第9交響曲はこのように聴かせたい」と言ったと伝えられている[3]。

- 第3楽章 メヌエット：アレグレット - トリオ
ト長調、4分の3拍子。
お使いのブラウザーでは、音声再生がサポートされていません。音声ファイルをダウンロードをお試しください。
メヌエット主部は装飾音を多用した華やかな音楽である。トリオではトランペットとティンパニは休み、ファゴットとヴィオラによるドローンの伸ばしを含む土俗的な音楽になっている。

- 第4楽章 フィナーレ：アレグロ・コン・スピーリト
ト長調、4分の2拍子、ロンドソナタ形式。
お使いのブラウザーでは、音声再生がサポートされていません。音声ファイルをダウンロードをお試しください。
主題はファゴットと第1ヴァイオリンによって開始される。展開部で主題に戻ったところで弦楽器による2拍遅れのカノンが  で繰り広げられ、この曲の対位法的な見せ場になっている。